# Almirante Condell (PFG-06)
La ex fragata chilena Almirante Condell actualmente BAE Presidente Alfaro FM-01 es una fragata lanzamisiles de la Clase Leander.

## Historial
La construcción de esta fragata clase Leander inició en 1971, siendo botada el 14 de junio de 1972, completándose e izándose en ella la bandera chilena el 21 de diciembre de 1973.
Zarpó a Chile después de cumplir un período de entrenamiento con la Armada Británica, llegando a Valparaíso el 2 de septiembre de 1974
La nave fue dada de baja en la Armada de Chile el 11 de diciembre de 2007.
Fue vendida al Ecuador en marzo de 2008. Rebautizada BAE "Presidente Eloy Alfaro" FM01 y entró en servicio el 18 de abril de 2008 siendo integrada a la Escuadra ecuatoriana, como buque insignia, el 29 de mayo.